# Alisalia elongata
Alisalia elongata es una especie de escarabajo del género Alisalia, familia Staphylinidae. Fue descrita científicamente por Klimaszewski & Webster en 2009.
Esta especie habita en Nuevo Brunswick, Canadá.